# Complesso monumentale di Santa Sofia (Salerno)
Il complesso monumentale di Santa Sofia, situato a Salerno in piazza Abate Conforti, è stato realizzato alla fine del X secolo quale primo monastero dell'Ordine Benedettino dedicato a Santa Sofia, da cui prende il nome. Ne fa parte l'ex chiesa di Santa Sofia, detta anche chiesa della Santissima Addolorata.

## La chiesa

### Storia
La chiesa venne costruita dai Gesuiti agli inizi del XVII secolo e, fino al 1868, fu intitolata al Salvatore.
Questo luogo di culto fu costruito sui resti di un'antica chiesa costruita intorno all'anno 853 dal vescovo Bernardo in onore "Domini et Salvatoris" e su un complesso di case e giardini mentre, per la costruzione della Piazza Abate Conforti, fu necessario l'abbattimento  di un'altra chiesa intitolata a San Grammazio. 
Infatti nel 1026 esisteva nella Salerno longobarda una chiesa dedicata al culto di San Grammazio.
I lavori di costruzione furono molto lunghi tanto che la cupola fu completata solamente nel 1716. In un documento del 1215 è denominata S.Salvatore de Coriariis ed in un altro del 1338 a S. Salvatore de Plano Montis. Nel 1592 il monastero di S.Sofia fu occupato dai PP. della Compagnia di Gesù chiamati a Salerno per occuparsi dell'educazione giovanile. Con la soppressione dell'ordine nel 1776 la chiesa passò ai padri carmelitani che le dettero la nuova denominazione di Maria Santissima del Carmine. 
Ridotta ad un cumulo di rovine in seguito alle soppressioni napoleoniche la chiesa fu completamente restaurata in stile neoclassico dall'arcivescovo Marino Paglia nel 1850 per poi essere restituita ai Gesuiti che la tennero fino al 1860. Nel 1868 fu affidata alla confraternita laicale della Santissima Addolorata che ne è l'attuale proprietaria.

### Architettura
L'edificio è a croce latina di forma rettangolare con transetto e cappelle laterali. La facciata in stile neoclassico è caratterizzata da un ordine di lesene con capitelli corinzi ed in alto da un timpano triangolare. Di particolare rilevanza è la scala d'ingresso sdoppiata in due rampe curvilinee che avvolgono una rotonda centrale. 
La piazza di fronte alla chiesa ha una famosa fontana.

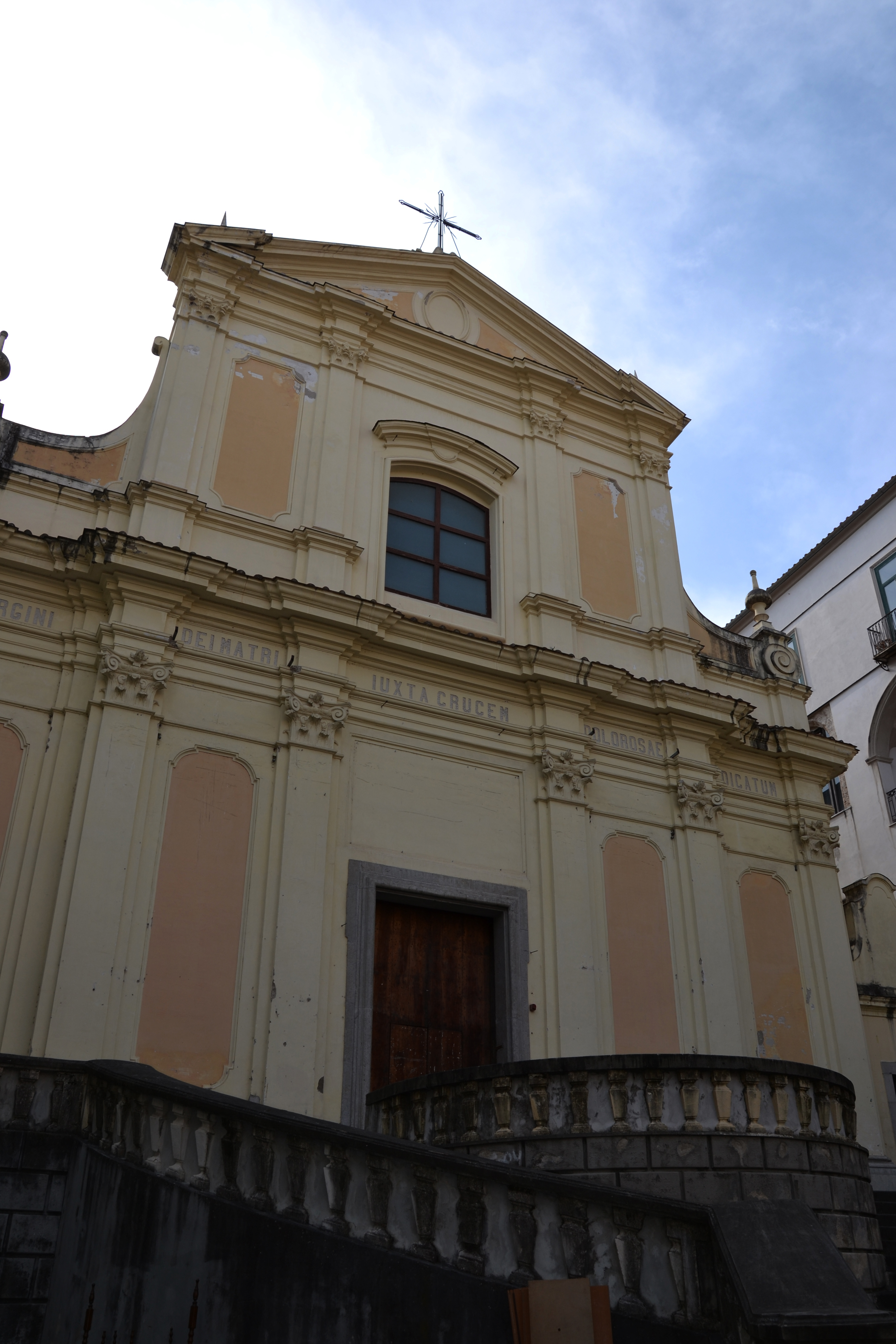
vista della facciata

## Il monastero

### Storia
Il monastero fu fondato nell'XI secolo dal conte Guaiferio e nel 1100 divenne di proprietà della Badia di Cava de' Tirreni. Nel 1309 divenne sede delle monache benedettine provenienti dal monastero di San Liberatore, che vi rimasero fino al 1589, anno in cui si trasferirono nel monastero di San Giorgio. In seguito il monastero passò ai gesuiti che vi rimasero fino al 1778 quando fu ceduto ai padri carmelitani dal Papa Clemente IX.
Nel 1807 per decreto napoleonico il monastero fu soppresso e divenne sede del Tribunale Civile e nel 1938 divenne scuola statale.

## Uso attuale
Il complesso, dopo un lungo periodo di abbandono, è stato ristrutturato e attualmente è utilizzato quale sede  di eventi, mostre e manifestazioni. La chiesa ha ospitato mostre di pittori e personalità di rilievo internazionale, quali Picasso, Mirò, Caravaggio, Warhol e Pierluigi Nervi. La chiesa ha ospitato anche la Cerimonia di Premiazione di Spot School Award Premio Internazionale del Mediterraneo.
Dal 2018 gli spazi del monastero sono stati affidati a società private per la realizzazione del Palazzo dell'Innovazione, uno spazio di co-working per start up, imprese e privati. 

### Mostre ospitate

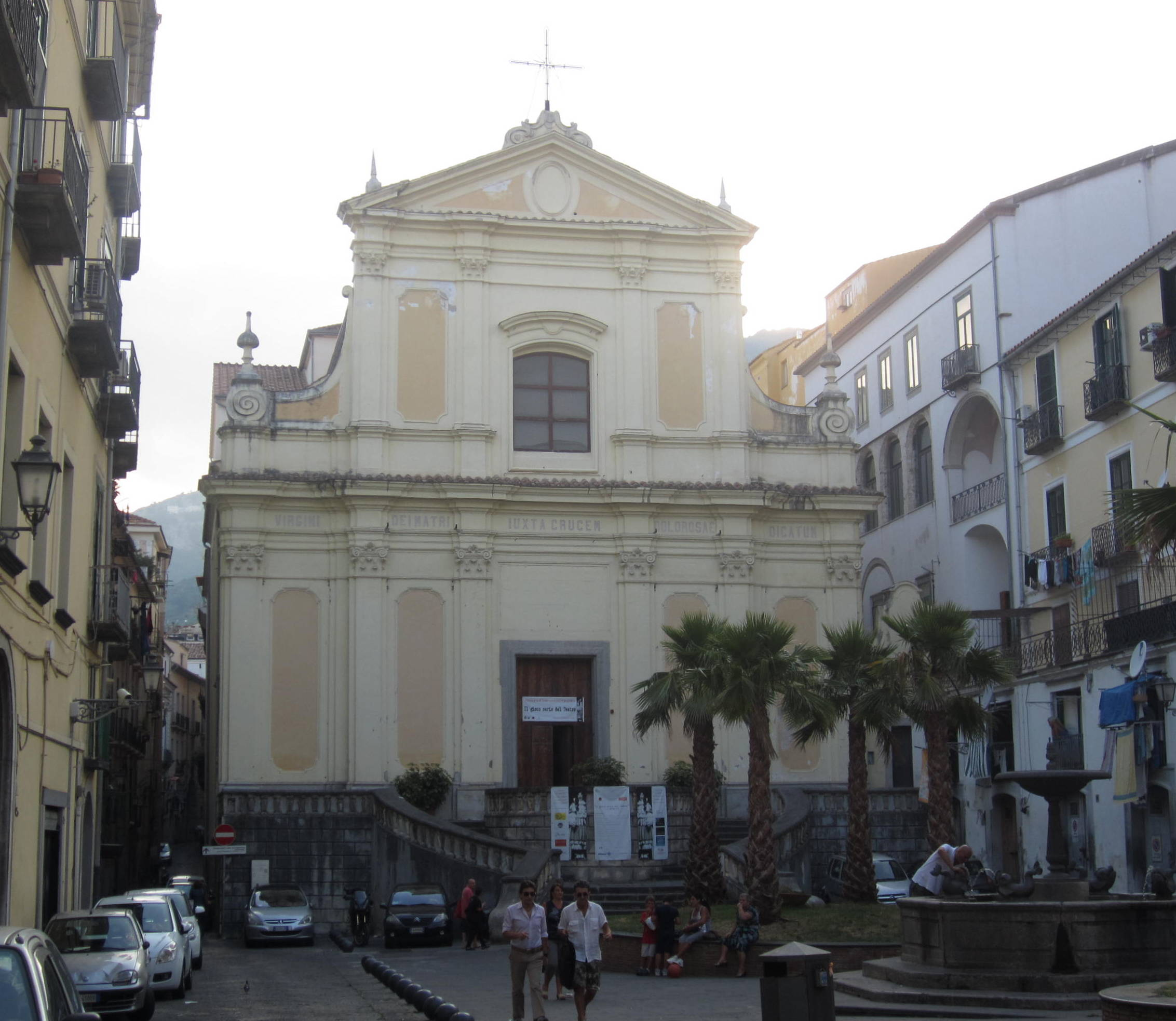
La piazza con la Fontana del Tenna di fronte alla Chiesa di Santa Sofia

- Mediterraneo Mirò. 16 novembre 2002, 16 gennaio 2003
- Chagall. Opere grafiche 1926/1939. 26 luglio, 7 settembre 2003
- Caravaggio a Salerno. 21 giugno, 20 luglio 2003
- Global Warhol. 29 novembre 2003, 29 febbraio 2004
- Per Amore, La raccolta Caggiano. 3 aprile, 31 maggio 2004
- Pablo Picasso. I luoghi ed i Riti del Mito. 18 dicembre 2004, 13 marzo 2005
- Sguardi Ardui. Incontri di fotografia, 4-8 novembre 2005.
- Conflitti. Architettura Contemporanea in Italia. 17 dicembre 2005, 19 marzo 2006
- 4ª Mostra Nazionale di Fotografia "Città di Salerno". 23-24-25 aprile 2010
- Inquisizione, Pietro Lista. 14 gennaio, 15 febbraio 2011
- Mario Carotenuto. Le grandi opere. 8 aprile - 10 maggio 2011
- 5ª Mostra Nazionale di Fotografia "Città di Salerno". 29-30 aprile - 1º maggio 2011
- 3º e 4º Premio Internazionale di pittura e design "Rifiuti in cerca d'Autore" - settembre 2011 - 2012
- Dopo lo Tsunami, Salerno antica. 18 novembre 2011 - 28 febbraio 2012
- Comicon Salerno. 8 - 11 dicembre 2011
- Avalon in Arte. 14 - 23 dicembre 2011
- Comicon Salerno - seconda edizione 8 - 11 dicembre 2012
- Pier Luigi Nervi. Architettura come sfida 8 dicembre 2012, 24 febbraio 2013
- III Rassegna Urbanistica Regionale - XXVIII Congresso nazionale INU 21 - 26 ottobre 2013 (www.inusalerno2013.it)
- Comicon Salerno - terza edizione  29 novembre, 1º dicembre 2013
- Una unica grande opera...Salerno 8 - 23 febbraio 2014